# The Son's Return
The Son's Return é um filme mudo norte-americano de 1909 em curta-metragem, do gênero drama, dirigido por D. W. Griffith. É a primeira adaptação cinematográfica baseado no romance de Guy de Maupassant. 